# Cavetown (cantante)
Cavetown, pseudonimo di Robin Daniel Skinner (Oxford, 15 dicembre 1998), è un cantante, musicista e youtuber inglese.

## Biografia
Skinner ha pubblicato su Youtube la sua prima canzone Haunted Lullaby nell'ottobre del 2013. Successivamente pubblica su Bandcamp il suo primo album Everything Is Made of Clouds, piattaforma su cui verranno distribuiti anche i successivi album Gd Vibes, Everything Is Made of Stars e l'EP Nervous Friends // Pt.1. In contemporanea continua a pubblicare sul suo canale Youtube cover di artisti come Twenty One Pilots, Joji, Neutral Milk Hotel e Pinegrove.
Nel 2015 Skinner pubblica il singolo This Is Home, che anticipa il suo album Cavetown, sempre autoprodotto, ma stavolta pubblicato anche su Apple Music. Il progetto include la traccia Devil Town, pubblicata anche su Spotify. Il suo secondo album 16/04/16 esce l'anno successivo. Il 60% dei profitti dell'album sono stati donati ad associazioni per la ricerca del cancro. Sempre nel 2016 pubblica l'EP Dear.
Nel esce il suo terzo album in studio Lemon Boy, sempre in autoproduzione, contenente i singoli Lemon Boy, Pigeon e Green. La title track ha raggiunto oltre 100 milioni di stream e il video ha superato le 20 milioni di visualizzazioni. Nel corso del 2018 e nel 2019 Skinner ha pubblicato diversi singoli split assieme ad altri artisti come Chloe Moriondo e Sidney Gish, che sono poi confluiti nella raccolta Animal Kingdom. In essa sono contenuti i singoli di successo Juliet e Boys Will Be Bugs. Nel 2019 ha inoltre prodotto la traccia Prom Dress di Mxmtoon, poi diventata popolare su TikTok e ha pubblicato una nuova versione di This Is Home.
Nel 2020 Skinner pubblica il suo primo album con l'etichetta discografica Sire Records Sleepyhead, che contiene i singoli Sweet Tooth, Telescope e Snail. Lo stesso anno è costretto a cancellare il tour di supporto a causa della pandemia di Covid-19. L'anno successivo esce l'EP di 7 tracce Man's Best Friend. Nel 2022, dopo una serie di singoli e collaborazioni con artisti come Kina, Chloe Moriondo e Beabadoobee, Skinner pubblica il suo quinto album in studio Worm Food, contenente i singoli Fall in Love With a Girl, 1994 e Frog. L'anno successivo un remix di Fall in Love With a Girl, realizzato in collaborazione con Orla Gartland, viene usato in una puntata della seconda stagione di Heartstopper.

## Vita privata
Il padre, David Skinner, è un musicologo e direttore di coro e gli ha insegnato a suonare la chitarra a 8 anni. Sua madre è una flautista professionale. Skinner ha vissuto a Cambridge e ha frequentato il Parkside Community College dal 2010 al 2015 e il Hill Roads Sixth Form College dal 2015 al 2017.
Robin ha dichiarato di identificarsi negli spettri aromantico e asessuale e ha fatto coming out come uomo transgender nel 2020

## Discografia

### Album in studio
- Everything Is Made of Clouds (2013)
- Gd Vibes (2014)
- Everything Is Made of Stars (2015)
- Cavetown (2015)
- 16/04/16 (2016)
- Lemon Boy (2018)
- Sleepyhead (2020)
- Worm Food (2022)

### Extended Play
- Nervous Friends // Pt.1 (2015)
- Dear. (2016)
- Man's Best Friend (2021)

### Raccolte
- Animal Kingdom (2019)

### Live
- Live at Hoxton Hall (2019)